# Kliutchevskaia Sopka
O Kliutchevskaia Sopka (russo:  Ключевская сопка), também conhecido por Kliutchevskoi (russo:  Ключевской), é um estratovulcão ativo (última erupção em 2015), que, com os seus 4 750 m de altitude, constitui o ponto mais alto da península de Kamtchatka, na Rússia. 
Faz parte do Anel de Fogo do Pacífico e é o vulcão ativo de maior altitude na Eurásia. 
O seu cone simétrico estende-se por 100 km para dentro do mar de Bering. O Kliutchevskaia Sopka faz parte do sítio de património mundial da UNESCO Vulcões de Kamtchatka. 